# Međunarodno vijeće za spomenike i spomeničke cjeline
Međunarodno vijeće za spomenike i spomeničke cjeline (ICOMOS; francuski: Conseil international des monuments et des sites) profesionalno je udruženje koje radi na očuvanju i zaštiti mjesta kulturne baštine diljem svijeta. ICOMOS, sa sjedištem u Charenton-le-Pontu u Francuskoj, osnovan je 1965. u Varšavi kao rezultat Venecijanske povelje iz 1964. i nudi savjete UNESCO-u o mjestima svjetske baštine.
Ideja iza ICOMOS-a datira iz Atenske konferencije o obnovi povijesnih zgrada 1931. godine, koju je organizirao Međunarodni ured za muzeje. Atenska povelja iz 1931. uvela je koncept međunarodne baštine. Godine 1964. Drugi kongres arhitekata i stručnjaka za povijesne zgrade, održan u Veneciji, usvojio je 13 rezolucija. Prva je dovela do Međunarodne povelje o očuvanju i obnovi spomenika i lokaliteta, poznatiju kao Venecijanska povelja; druga, koju je predložio UNESCO, osnovala je ICOMOS za provedbu ove povelje.
U studenom 1994., na Narskoj konferenciji o autentičnosti, ICOMOS je objavio Narski dokument o autentičnosti, koji se bavi potrebom za širim razumijevanjem kulturne raznolikosti i kulturne baštine u naporima očuvanja koji uključuju mjesta kulturne baštine.
ICOMOS trenutno ima 12000 pojedinačnih članova u 130 zemlje, 110 nacionalnih odbora i 30 međunarodnih znanstvenih odbora. Uz rijetke iznimke, svaki član mora biti kvalificiran u području konzervacije i biti praktičan krajobrazni arhitekt, arhitekt, arheolog, antropolog, urbanist, inženjer, upravitelj baštine, povjesničar, povjesničar umjetnosti, paleontolog ili arhivist.
ICOMOS se sastoji od nacionalnih odbora, kojima pojedinci i institucije podnose zahtjev za članstvo. Uz nacionalne odbore, ICOMOS ima niz međunarodnih znanstvenih odbora, u kojima stručnjaci iz određenog područja djelovanja u kontekstu očuvanja baštine razmjenjuju mišljenja i raspravljaju.
ICOMOS je partner i osnivač organizacije „Plavi štit”, koja radi na zaštiti svjetske kulturne baštine ugrožene ratom i prirodnim katastrofama.